# Fabian Reid
Fabian Dwayne Reid (ur. 6 sierpnia 1991 w Kingston) – jamajski piłkarz występujący na pozycji napastnika lub ofensywnego pomocnika, reprezentant Jamajki, od 2024 roku zawodnik Arnett Gardens.